# Semanario Económico
El Semanario Económico és una publicació setmanal editada a Palma (1779-1820) per la Societat Econòmica Mallorquina d'Amics del País. De bon començament rebia el nom de Noticia periódica de los precios corrientes de la semana. Fins a 1812 alternà diversos títols com Palma de Mallorca i Semanario Económico.
En foren impulsors, entre d'altres, Bernat Contestí, Antoni Desbrull i Boïl d'Arenós, Antoni Montis, i redactor Ignasi Maria Serrà. Oferia informacions sobre preus, trànsit portuari, ramaderia, indústria, agricultura i art. També publicava bans i reials ordres i notícies de la societat. Tenia 143 subscriptors. S'estampava a la Impremta Reial i es redactava en castellà.